# Maison de Castell
La maison de Castell, dite aussi des comtes de Castell, est une famille noble de Franconie possédant le comté de Castell (de), un comté impérial du cercle impérial de Franconie, de 1202 à 1806. Ses membres appartiennent donc à la haute noblesse en tant que comtes qui régnaient autrefois directement dans le Saint-Empire romain germanique et plus tard princes titulaires de Bavière. Les deux lignes principales possèdent toujours les domaines familiaux des anciens sous-comtés de Castell et Rüdenhausen en Basse-Franconie.

## Histoire

### Origines

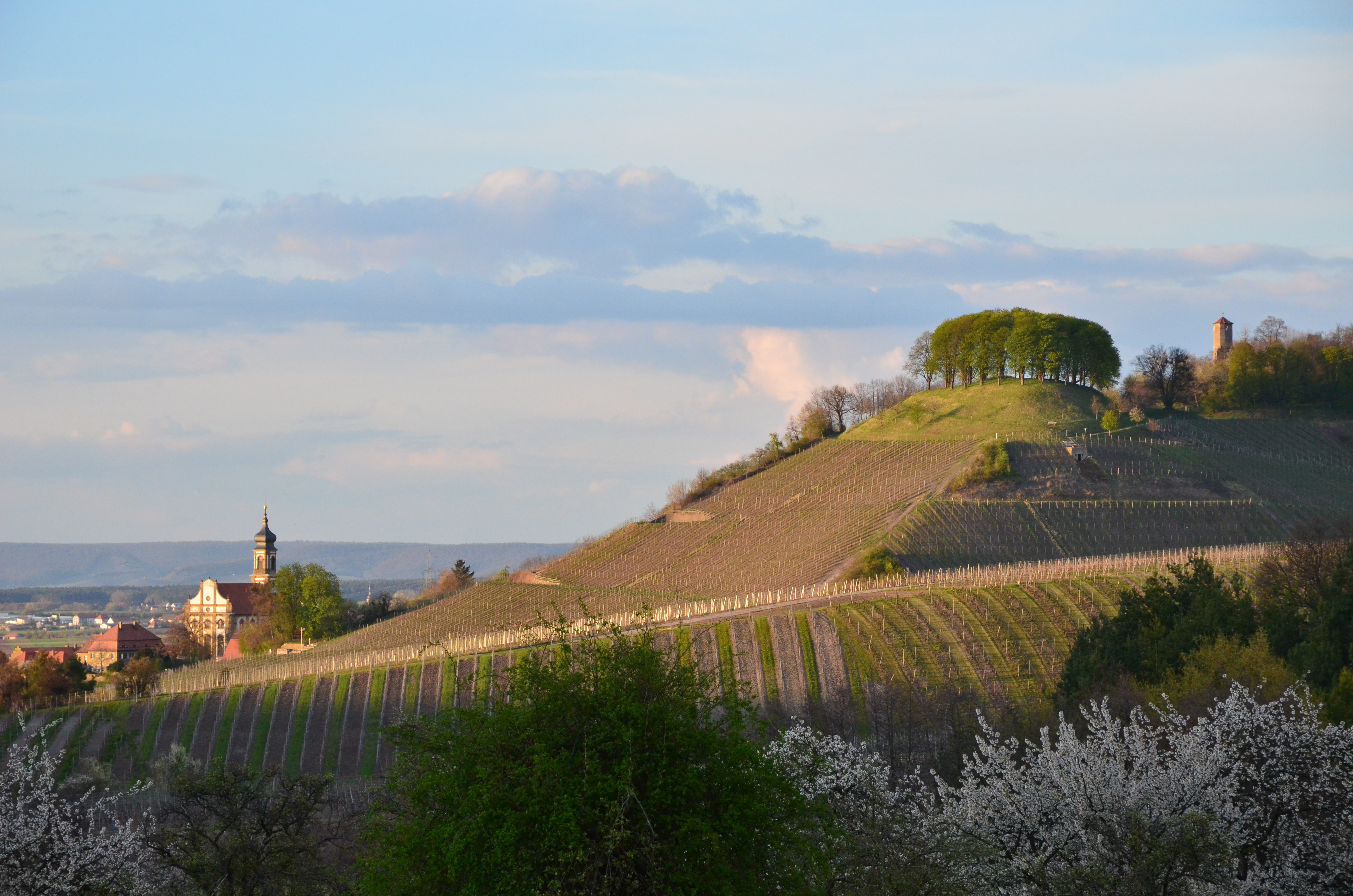
Ruines du château sur le Casteller Schlossberg avec une tour d'escalier de 1615, reste du château de la famille Castell

L'histoire de la propriété de la famille Castell remonte probablement à la famille Mattonen (de) de Franconie-Orientale. La famille Castell possède la plus ancienne banque privée de Bavière et l'un des plus anciens vignobles allemands.
La famille figure probablement dans des documents du 3 mars 1057 avec « Rubbrath » (Rupert) et à partir de 1091, elle est appelée « de Castello » d'après le quartier général. En 1202/5, la famille est élevée au rang de comte impérial. Elle avait le droit d'escorte sur la route de Kitzingen à Bubeneiche (vers Neustadt an der Aisch) et sur toute la route de Wurtzbourg à Bamberg.
Depuis 1168, les comtes de Castell sont donataires héréditaires de la principauté épiscopale de Wurtzbourg. Puisque le prince-évêque de Wurtzbourg s'appelle également plus tard « duc de Franconie » dans son grand titre, à l'époque baroque, le titre du chef du comte de Castell est étendu à « Haut-héritier de la principauté épiscopale de Wurtzbourg et du duché de Franconie »
Au cours du XIIe siècle, la famille noble réussit également à constituer sa propre noblesse de service, composée de plusieurs familles ministérielles du comté. La plus ancienne de ces familles est la famille von Wiesenbronn (de), basée dans le village du même nom.

### DuXIVeauXVIIIesiècle
Burghaslach (château de Haselach) est fondé par Gottfried III von Hohenlohe, évêque de Würzburg de 1314 à 1322, et donné en fief aux comtes de Castell. En 1398, le roi Venceslas accorde au comte Guillaume Ier (de) le droit de frapper la monnaie et les comtes fondent la Monnaie du Castell à Volkach. En 1457, en raison des problèmes économiques de Guillaume II (de), le comté de Castell (de) devient un fief de la principauté épiscopale de Wurtzbourg, mais peut par la suite conserver son statut impérial.
Dans les années 1546 à 1559, les Castell introduit la Réforme dans le comté. Après la division du comté en 1546, le comte Georges II (de) (1527-1597) s'installe temporairement dans l'ancien château de Rüdenhausen et choisit en 1556 le château de Rüdenhausen (de) comme résidence permanente et siège du gouvernement. Cela établit la lignée des comtes Castell-Rüdenhausen. Le comte Conrad (de) reste à Castell, Henri IV (de) (1525-1595) reprend l'héritage de sa mère (parties du comté de Wertheim (de)) et construit un nouveau château à Remlingen après la disparition de la lignée masculine de la maison comtale de Wertheim en 1556.
Georges II de Castell-Rüdenhausen (de) et Henri IV de Castell-Remlingen (de) signent la Formule de Concorde de 1577 et le Livre de Concorde de 1580 en 1579
Comme ni Conrad ni Henri n'ont de descendants mâles, le comté est à nouveau divisé en 1597 entre les fils de Georges II. : Wolfgang II (Castell-Remlingen) et Godefroy (de) (Castell-Rüdenhausen).
En 1783, le château de Breitenlohe (de) est acquis et reste la propriété de la famille jusqu'en 1942.

### XIXeetXXesiècle
En 1803, la lignée Castell-Rüdenhausen s'éteint. Deux frères de la lignée Castell-Remlingen fondent les nouvelles lignées Castell-Castell (Albert-Frédéric-Charles (de)) et Castell-Rüdenhausen (Christian-Frédéric (de)).
Après les guerres napoléoniennes, le comté de Castell est médiatisé en 1806 et incorporé au royaume de Bavière. Les souverains précédents sont nommés « conseillers de l'Empire de la couronne bavaroise (de) » héréditaires et participent à la législation jusqu'en 1918 (fin du royaume de Bavière). Même avant 1900, de nombreux membres de ce groupe se trouvent dans les meilleures conditions économiques. En 1901, les Castell-Castell et les Castell-Rüdenhausen sont élevés au rang de princes héréditaires de Bavière à l'occasion du 80e anniversaire du prince régent. Le chef de famille respectif des deux lignées porte depuis lors le titre de prince de primogéniture.
En 1932, Wolfgang comte de Castell-Castell (1877-1940) hérite du château de Haute-Silésie Groß Strehlitz, qui est ensuite exproprié de son fils Prosper de Castell-Castell (1922-1989) en 1945. Sous les nationaux-socialistes dans les années 1930 et 1940, la Banque Fürstlich Castell'sche, qui existe depuis 1774, s'intègre dans le nouveau système politique et économique. La position politique de la famille est très favorable aux nationaux-socialistes et ils peuvent être décrits comme fidèles au système et à ses valeurs. Charles prince de Castell-Castell (de) rejoint le NSDAP en mai 1933 et accède au poste de chef de cavalerie du groupe franconien SA en 1935. Les fils Albert et Philippe rejoignent le Jungvolk et participent aux événements de la Jeunesse hitlérienne. Selon ses propres déclarations, Albert admire la perfection et l'agressivité de l'appareil d'État et de la politique étrangère d'Hitler pendant une bonne partie de la Seconde Guerre mondiale. Lorsqu'il est enrôlé comme officier de réserve en 1939, ses deux fils Albert et Philippe emboîtent le pas et partent également à la guerre. Albert revient de la guerre en 1945 ; son frère et son père sont tombés.

### XXIesiècle
Il y a quelques années, en plus de proposer des vins, la Maison Castell-Castell attire de plus en plus l'attention par son attitude conservatrice . En 2011, le prince Albert de Castell-Castell se prononce publiquement contre la nomination de femmes à des postes ecclésiastiques,

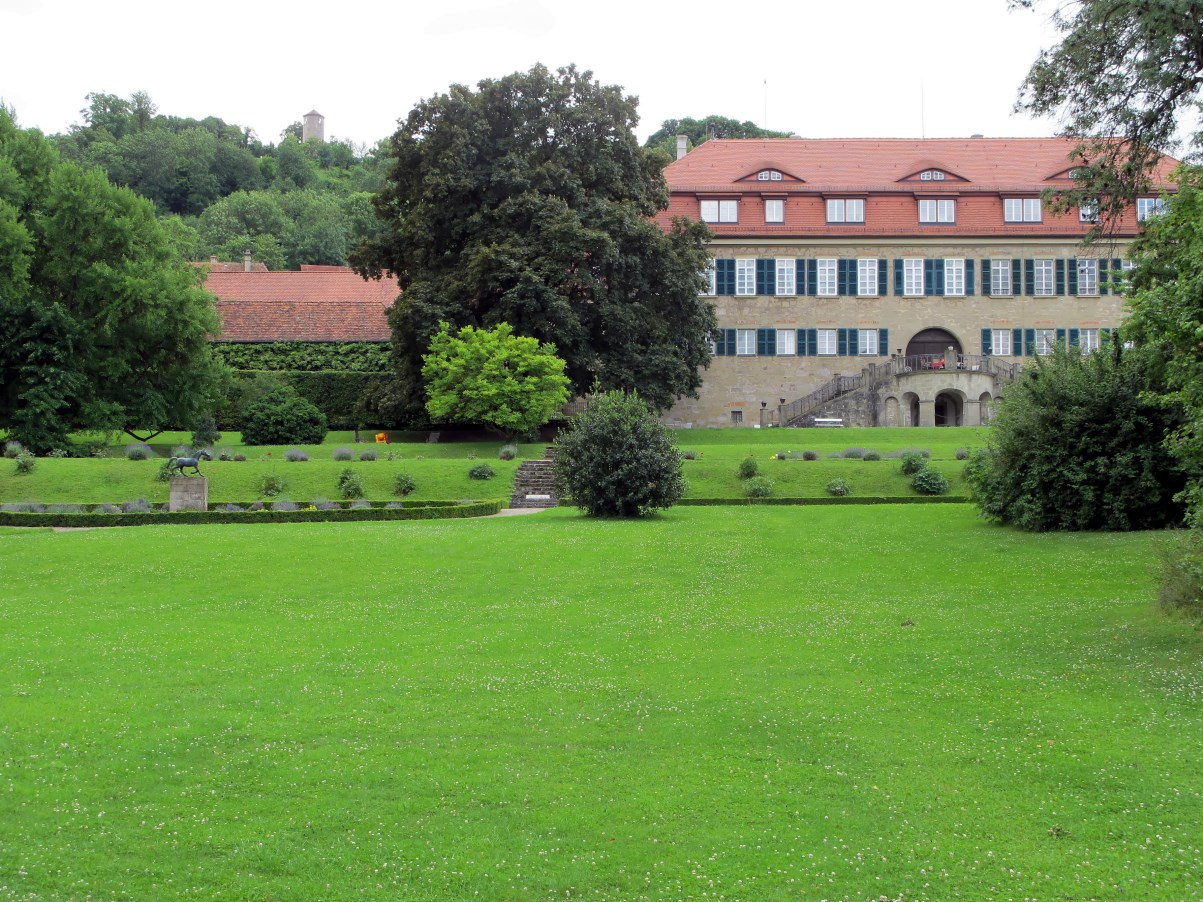
Château de Castell (de)
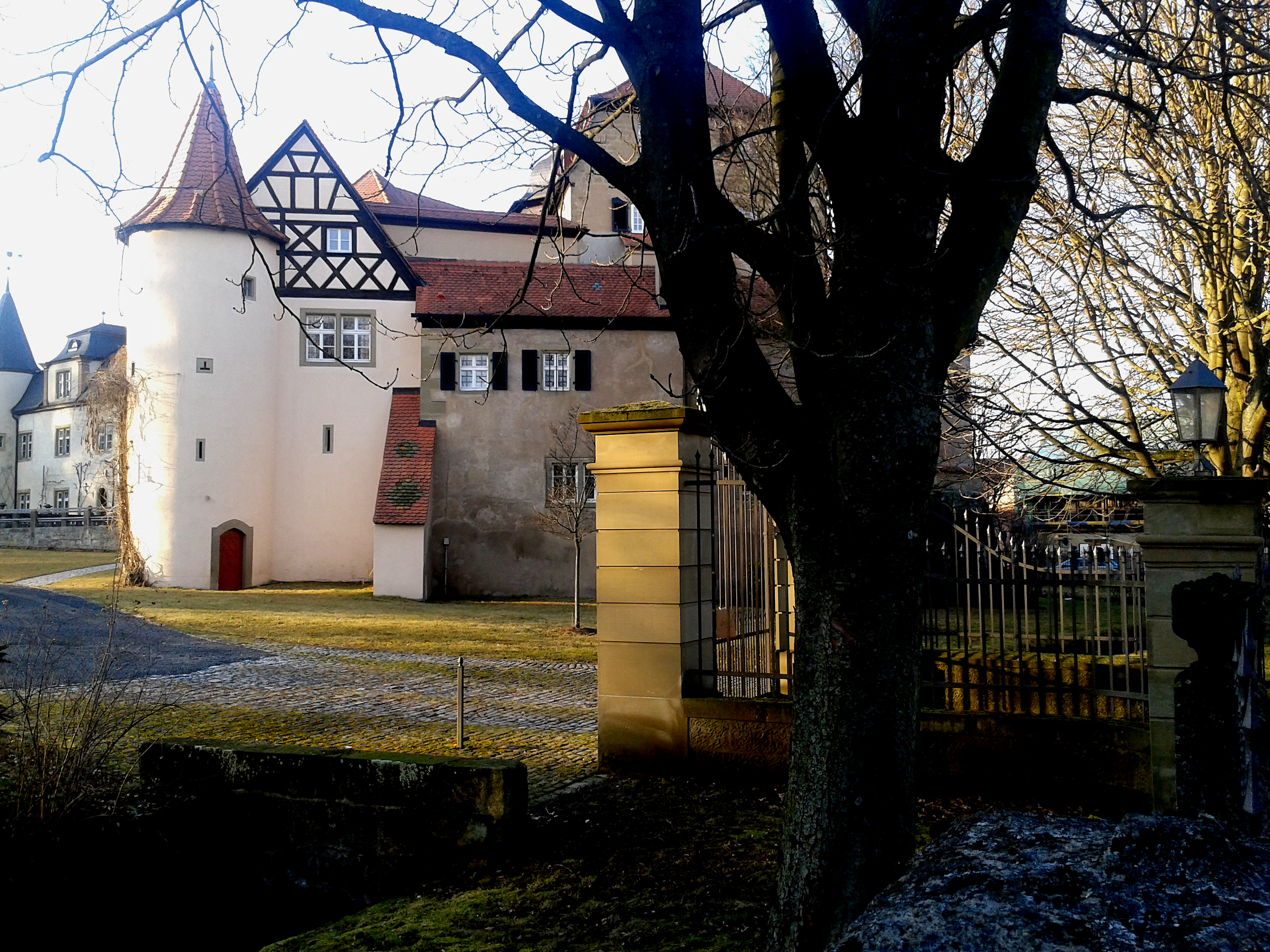
Château de Rüdenhausen (de)
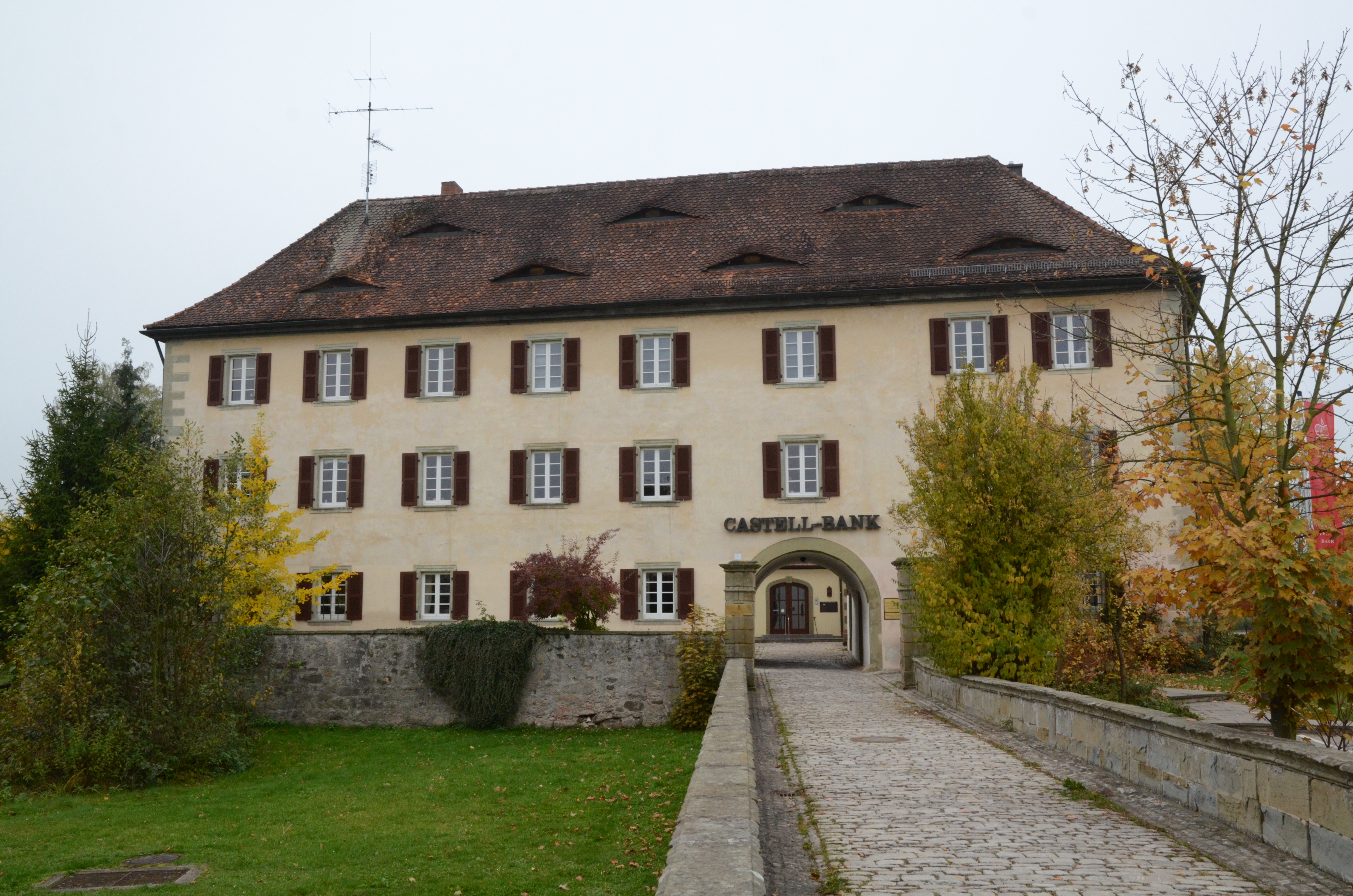
Château de Burghaslach
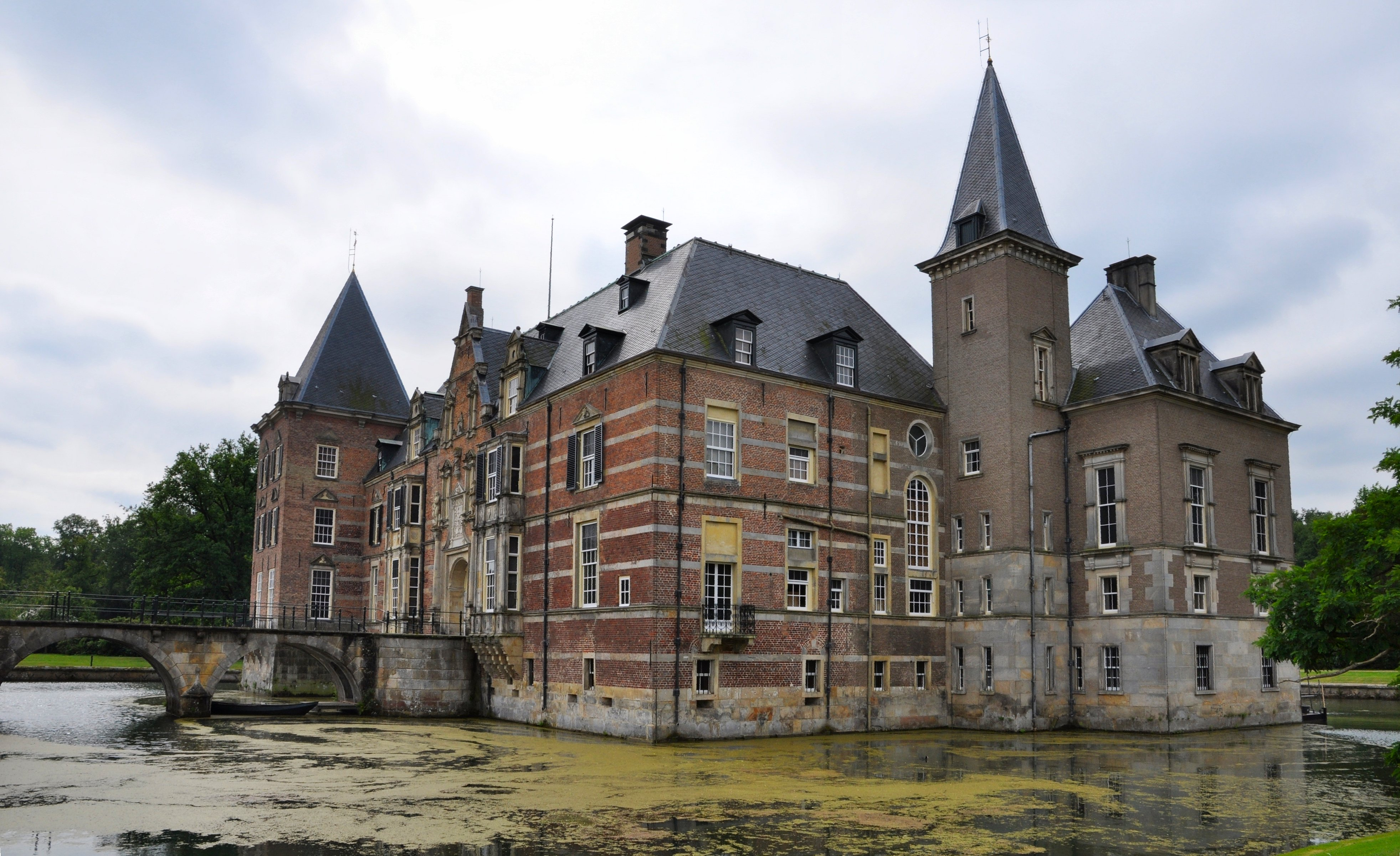
Château de Twickel (de), présde Delden, Pays-Bas

## Les lignées actuelles du Castell

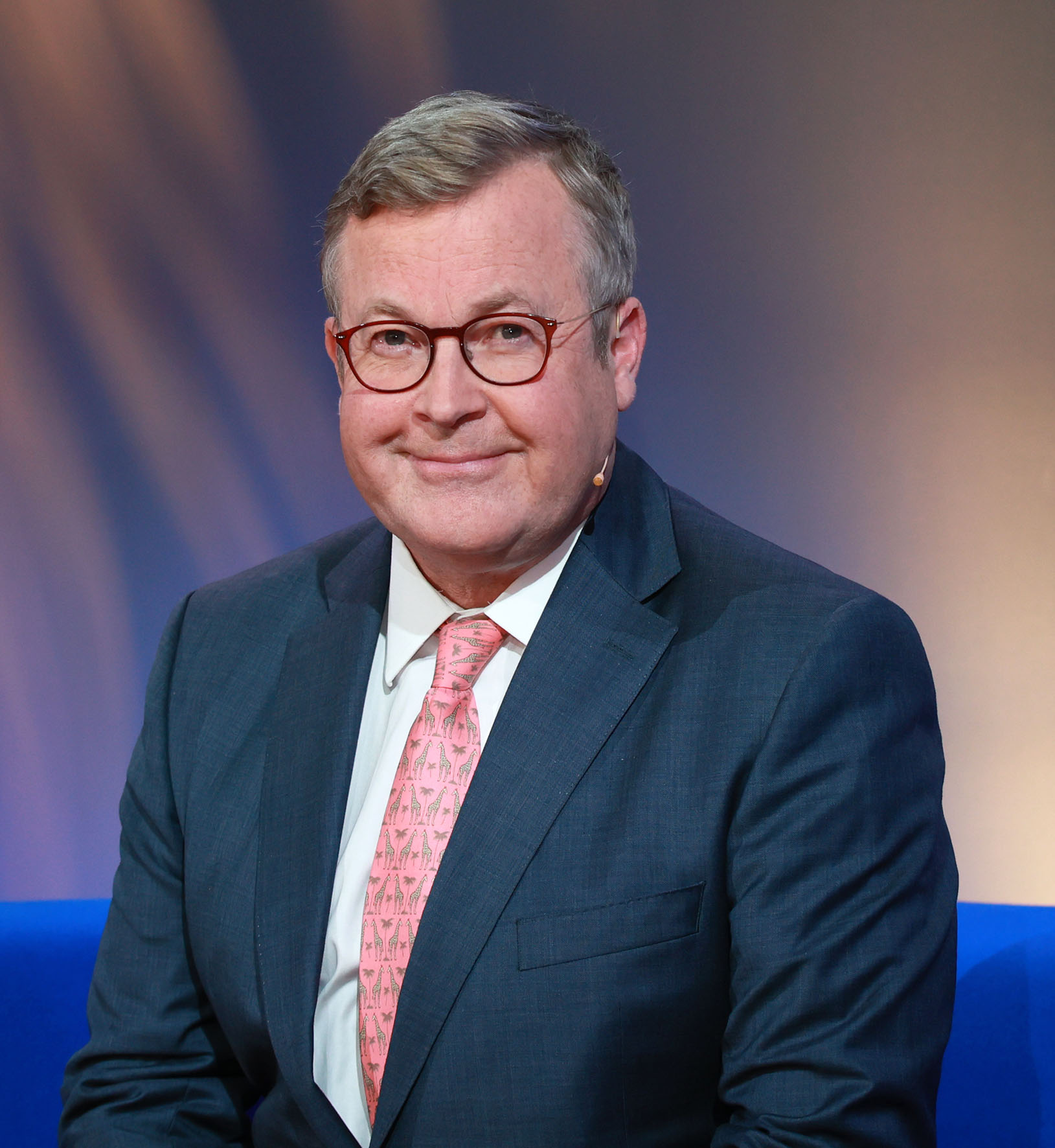
Ferdinand de Castell-Castell (2022)

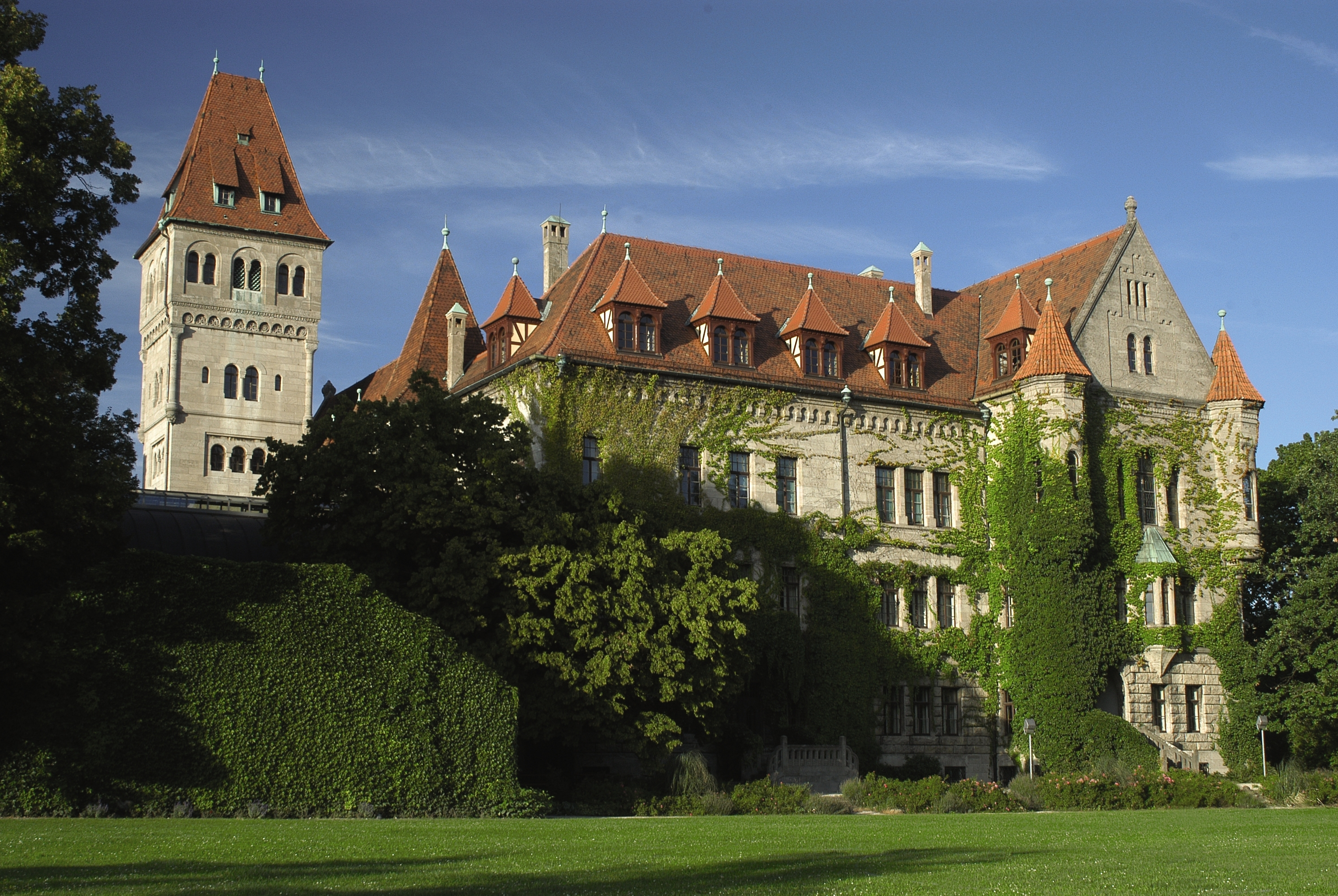
Château Faber à Stein (Moyenne-Franconie)

En 1803, la famille se scinde en deux lignées protestantes, Castell-Castell et Castell-Rüdenhausen, de cette dernière en 1898 la branche Faber-Castell (de) se sépare.
- Ligne I : Castell-Castell

Ancêtre : le comte Albert-Frédéric-Charles de Castell (né le 2 mai 1766 à Remlingen et mort le 11 avril 1810 à Castell), fils du comte Christian-Frédéric-Charles de Castell-Remlingen (1733-1773). Le comte Frédéric-Charles (1864-1923) est élevé au rang de prince bavarois (avec l'adresse Altesse Sérénissime) en 1901. Il est suivi, de son mariage avec Gertrud comtesse de Stolberg-Wernigerode, par son fils Charles (de) (1897-1945), qui - tombé pendant la Seconde Guerre mondiale - de son mariage avec Anna-Agnes Princess zu Solms-Hohensolms-Lich (de), son fils, Albert de Castell-Castell (de) (1925-2016), marié à Marie-Louise, princesse de Waldeck et Pyrmont (de). Le chef actuel de la maison est son plus jeune fils Ferdinand (né en 1965), marié à Marie-Gabrielle Ccomtesse von Degenfeld-Schonburg (de).
Le comte Otto (1868–1939), frère du premier prince, fonde la branche cadette, basée sur le domaine forestier de Hochburg à Hochburg-Ach, en Haute-Autriche.
- Ligne II : Castell-Rüdenhausen

Ancêtre : le comte Christian-Frédéric de Castell-Remlingen (1772-1850), fils du comte Christian-Frédéric-Charles de Castell-Remlingen (1733-1773). Le comte Wolfgang (de) (1830-1913) est élevé au rang de prince bavarois en 1901. De son mariage avec Emma, princesse d'Isembourg et Büdingen, il est suivi par son fils Casimir (1861-1933), marié à la comtesse Mechtild van Aldenburg Bentinck (de), qui est suivi par son fils aîné Rupert (1910-1944), resté célibataire et porté disparu. pendant la Seconde Guerre mondiale, le frère Siegfried (de) (1916-2007), marié à Irene comtesse de Solms-Laubach, celui-ci son fils Jean-Frédéric (1948-2014) et celui-ci, issu de son mariage avec Marie comtesse von Schönborn-Wiesentheid, le chef actuel de la lignée Othon de Castell-Rüdenhausen (né en 1985), marié à Sophia Mautner von Markhof (de)
Le comte Christian (1952-2010), frère cadet du prince Johann-Friedrich, est né de sa grand-tante Marie Amélie baronne van Heeckeren van Wassenaer, née comtesse van Aldenburg Bentinck (1879-1975), nommée administratrice de sa fondation familiale au château de Twickel près de Delden (Pays-Bas), fondée en 1953, où sa famille vit depuis lors.
- Ligne secondaire : Faber-Castell

Ancêtre : Alexander comte de Castell-Rüdenhausen épouse en 1898 Ottilie baronne von Faber, fille du fabricant de crayons Wilhelm baron von Faber, descendant du fondateur de l'entreprise Kaspar Faber (de). Avec l'approbation royale bavaroise, le nom de famille est rebaptisé comte von Faber-Castell et ainsi la création d'une famille distincte considérée comme morganatique (non dynastique). Quatre enfants sont nés de ce mariage. Cette ligne secondaire a son siège au château Faber à Stein. Antoine-Wolfgang de Faber-Castell (de) dirige l'entreprise jusqu'en 2016.
Le fils du comte Alexandre issu d'un second mariage avec la comtesse Marguerite Zedtwitz (de) reçoit le nom de naissance de son père et appartient donc officiellement à la maison de Castell ; Radulf Graf zu Castell-Rüdenhausen (1922-2004) est sans enfant et possède le château de Schwanberg. Le château est vendu après sa mort et appartient aujourd'hui à la communauté protestante Casteller Ring .

## Armoiries

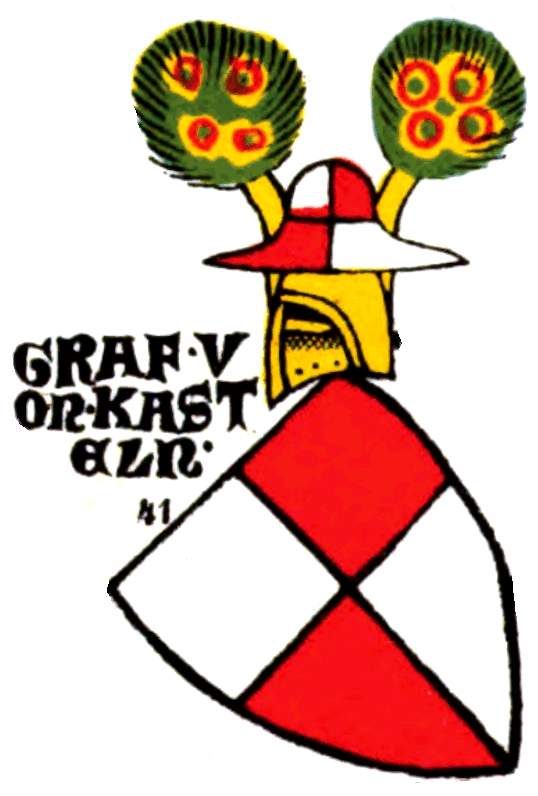
La plus ancienne représentation connue des armoiries de la famille des Castell du rouleau des armoiries de Zurich (vers 1340)

Les armoiries sont (Scheiblersches Wappenbuch) divisées en argent et en rouge. Sur le casque couronné à lambrequins rouges et argentées, un chapeau quart-de-poule rouge et argenté orné d'un miroir paon.

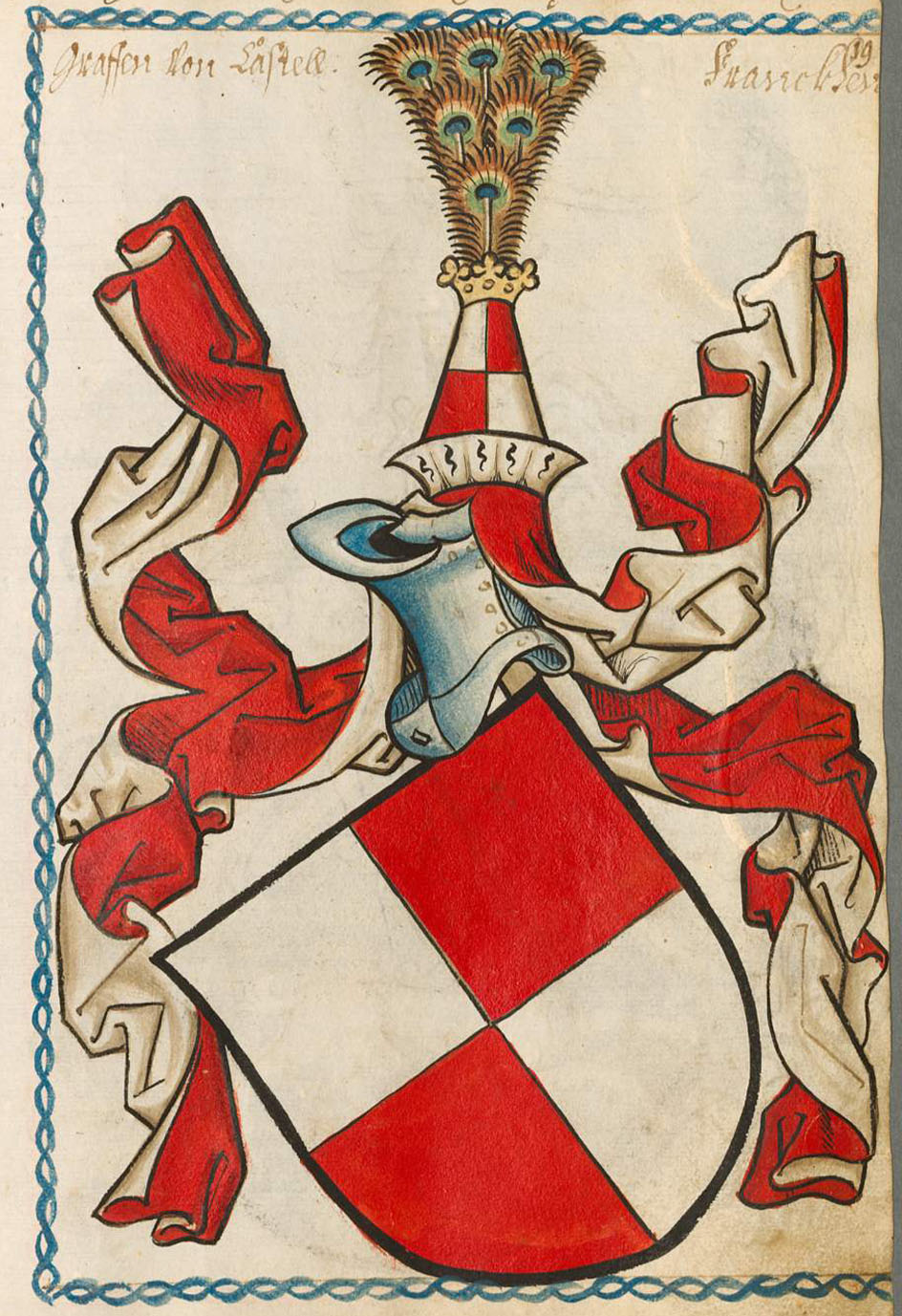
Armoires du Castell dans l'armorial de Scheibler (de)
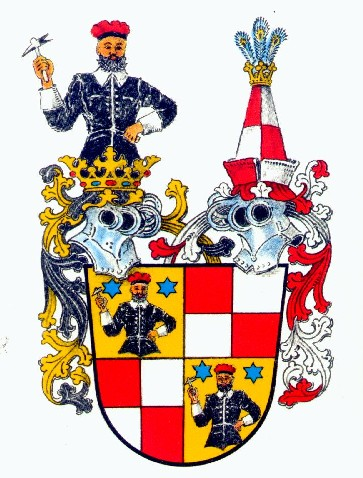
Armureries des Comtes de Faber-Castell

(Remarque : les chevaliers franconiens Schott von Schottenstein (de), en tant que vassaux des Castell, ont les mêmes armoiries avec un ornement de casque différent.)

## Entreprises économiques
Propriété des anciennes maisons princières de Castell-Rüdenhausen et Castell-Castell :

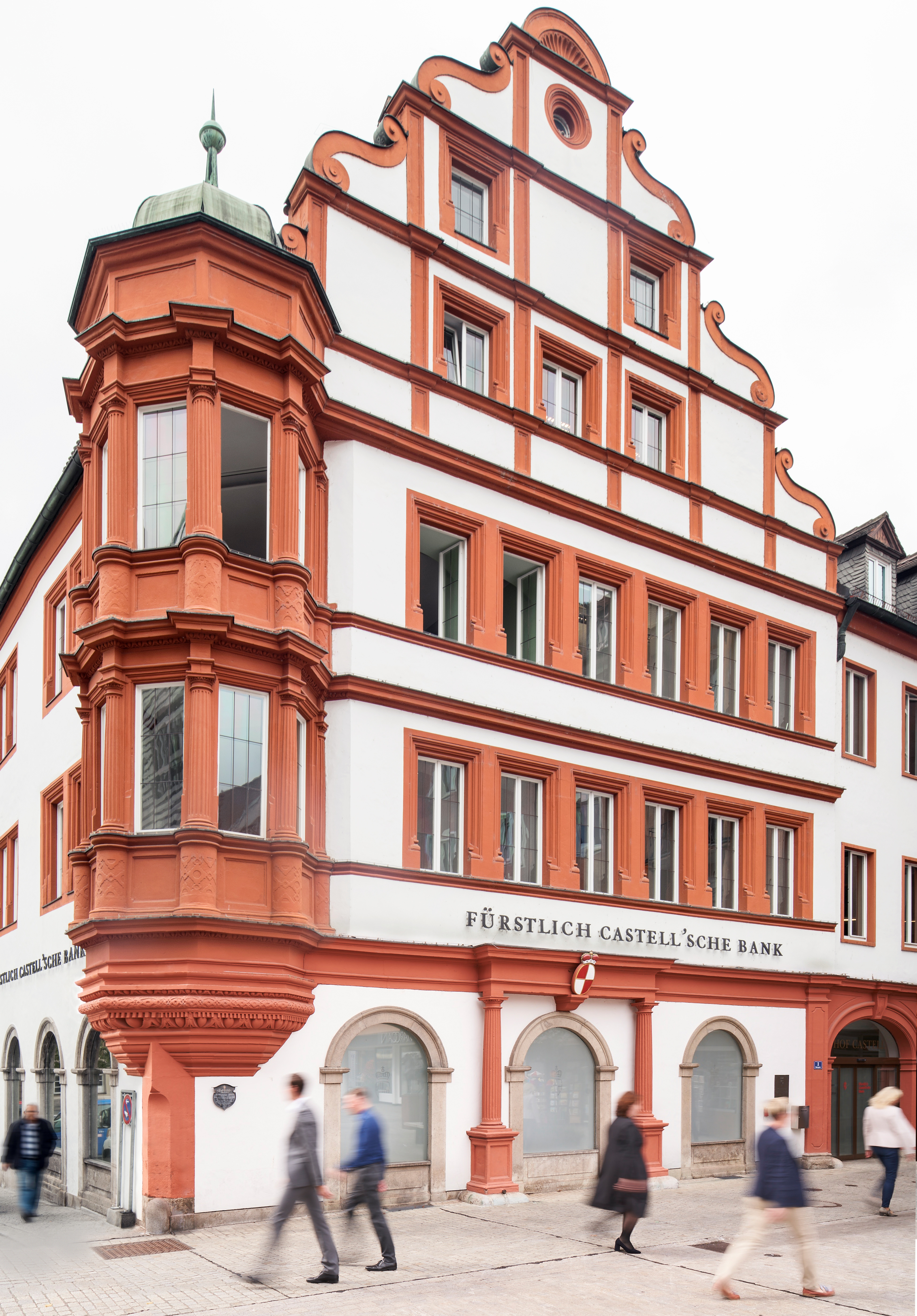
Fürstlich Castell'sche Bank, succursale de Wurtzbourg

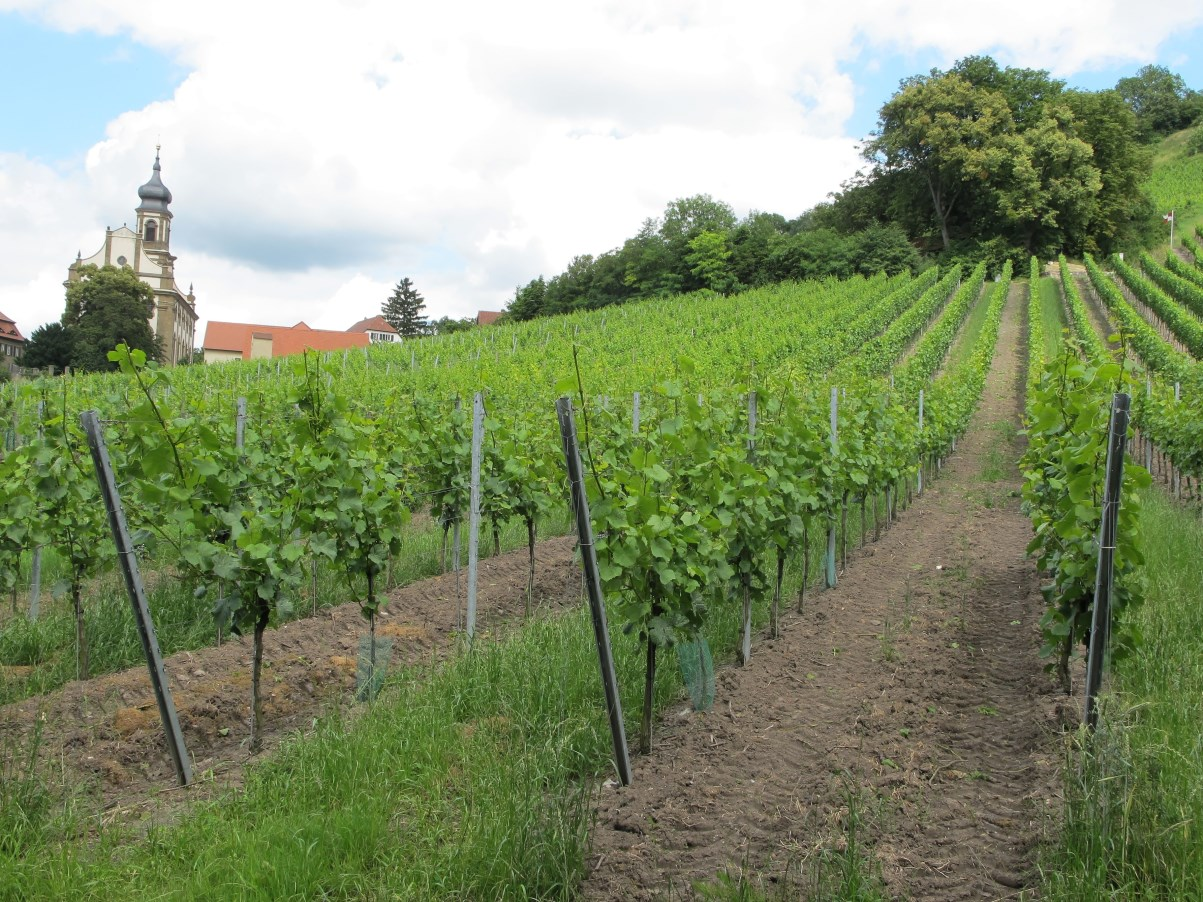
Vignoble à Castell

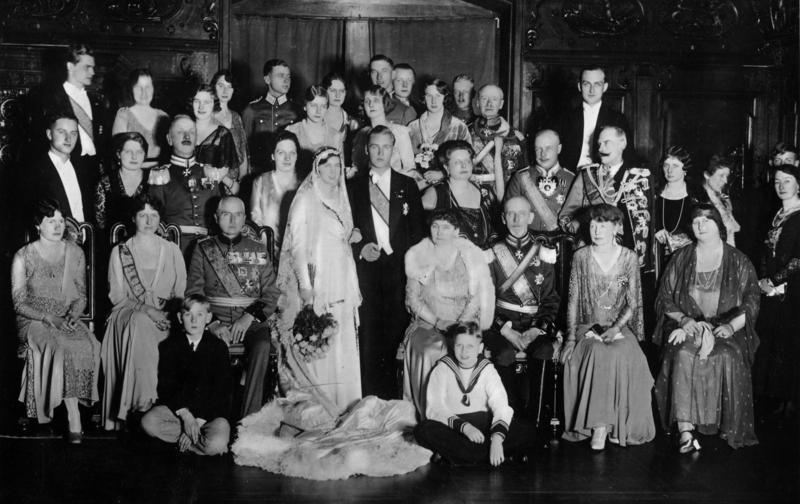
Mariage de Frédéric comte de Castell-Rüdenhausen et de Caroline, princesse de Saxe-Cobourg-Gotha en 1931

- La Fürstlich Castell'sche Bank, Credit-Casse AG – Castell-Bank en abrégé. La banque privée indépendante est fondée en 1774 sous le nom de Gräflich Castell-Remlingen'sche Landes-Credit-Cassa et est la plus ancienne banque de Bavière, dont le siège est à Wurtzbourg. En 1857, elle est rétablie sous le nom de Gräflich Castell'sche Neue Credit-Casse privée dans un nouveau bâtiment situé sur l'actuelle Rathausplatz 1 (de) à Castell. Aujourd'hui, il appartient uniquement aux deux lignées familiales princières Castell-Castell et Castell-Rüdenhausen. L'institution financière privée, qui gère principalement des actifs pour des clients privés et des entreprises de taille moyenne[20]
- Le Fürstlich Castell'sches Domänenamt (de) est la cave Castell-Castell, propriété du prince Ferdinand. L'histoire du Castell est étroitement liée à la viticulture de la région. Les localités de Castell, Hohnart, Schlossberg et Trautberg sont mentionnées dans des documents dès 1266. La première plantation de vignes Silvaner en Allemagne a été enregistrée en 1659 dans le comté de Castell.
- L'administration forestière princière de Castell des deux lignées avec 5 000 hectares de forêt
- La Fürstlich Castell'sche Meierei
- La ferme piscicole Gräflich Castell dans l'Allgäu
- Administration forestière de Castell-Castell, château de Hochburg, à Hochburg-Ach, Haute-Autriche (Charles comte de Castell-Castell dirige l'exploitation principale avec 3 750 hectares)
- Château et domaine de Twickel, Pays-Bas (propriété d'une fondation créée en 1953 par la baronne Marie Amélie van Heeckeren van Wassenaer (de), née comtesse van Aldenburg Bentinck (1879-1975)), fondée par son petit-neveu Christian comte de Castell-Rüdenhausen (1952–2010), frère du prince Jean-Frédéric, et est désormais administré par ses héritiers.

## Personnalités
- Frédéric Ier de Castell (de) (mort vers 1251), souverain du comté de Castell de 1234/1235 jusqu'à sa mort.
- Frédéric V de Castell (né en 1320 et moirt le 6 mai 1325), enterré dans l'église paroissiale de Rüdenhausen (épitaphe d'enfant)
- Frédéric II de Castell (de) (mort vers 1349), souverain du comté de Castell de 1289 jusqu'à sa mort.
- Frédéric III de Castell (de) (mort vers 1376), de 1349 jusqu'à sa mort souverain du comté de Castell
- Frédéric IV de Castell (de) (mort vers 1498), de 1479 à sa mort souverain du comté de Castell
- Georges Ier de Castell (de) (1467–1506), de 1498 jusqu'à sa mort souverain du comté de Castell
- Georges II de Castell (de) (1527–1597), de 1546 à sa mort souverain du comté de Castell
- Georges-Frédéric de Castell-Rüdenhausen (de) (1600–1653), de 1635 à sa mort souverain du comté de Castell
- Henri II de Castell (de) (mort vers 1307), de 1253 à sa mort souverain du comté de Castell
- Hermann Ier de Castell (de) (mort vers 1289), souverain du comté de Castell de 1253 environ jusqu'à sa mort
- Hermann II de Castell (de) (mort vers 1331), de 1307 jusqu'à sa mort souverain du comté de Castell
- Hermann III de Castell (de) (1311-1365), de 1349 à sa mort souverain du comté de Castell
- Jean de Castell (de) (1468–1528), de 1498 jusqu'à sa mort souverain du comté de Castell
- Léonard de Castell (de) (mort vers 1426), de 1399 à sa mort souverain du comté de Castell
- Robert Ier de Castell (de) (mort vers 1223), de 1190 à sa mort premier souverain du comté de Castell
- Robert II de Castell (de) (mort vers 1234), de 1223 jusqu'à sa mort deuxième souverain du comté de Castell
- Guillaume II de Castell (de) (mort vers 1479), de 1426 à sa mort souverain du comté de Castell
- Wolfgang Ier de Castell (de) (1482–1546), de 1498 à 1546 souverain du comté de Castell
- Wolfgang II de Castell-Remlingen (de) (1558–1631), de 1597 à 1631 souverain du comté de Castell
- Wolfgang-Georges Ier de Castell-Remlingen (de) (1610–1668), seigneur
- Philippe-Godefroy de Castell-Rüdenhausen (de) (1641–1681), seigneur
- Wolfgang-Thierry de Castell-Remlingen (de) (1641–1709)
- Frédéric-Magnus de Castell-Remlingen (de) (1646–1717)
- Jean-Frédéric de Castell-Rüdenhausen (de) (1675–1749)
- Charles-Frédéric-Gottlieb de Castell-Remlingen (de) (1679–1743), seigneur
- Wolfgang-Georges II de Castell-Remlingen (de) (1694–1735), seigneur
- Auguste-François-Frédéric de Castell-Remlingen (de) (1705–1767), seigneur
- Louis-Frédéric de Castell-Remlingen (de) (1707–1772)
- Christian-Frédéric-Charles de Castell-Remlingen (de) (1730–1773), seigneur
- Christian-Adolphe-Frédéric-Gottlieb de Castell-Remlingen (de) (1736–1762), seigneur
- Frédéric-Louis-Charles-Christian de Castell-Rüdenhausen (de) (1746–1803)
- Frédéric-Louis de Castell-Castell (de) (1791–1875), homme politique
- Charles de Castell-Castell (de) (1801–1850), colonel nassauvien
- Gustave de Castell-Castell (1829–1910), général bavarois
- Frédéric-Charles de Castell-Castell (de) (1864–1923), prince de Castell-Castell
- Othon de Castell-Castell (1868–1939), général bavarois
- Frédéric de Castell-Castell (de) (1874–1919), fonctionnaire saxon
- Ottilie de Faber-Castell (de) (1877–1944), propriétaire de Faber-Castell
- Charles de Castell-Castell (de) (1897–1945) de 1923 à 1945, chef de la famille Castell-Castell
- Wulf-Thierry de Castell-Rüdenhausen (de) (1905–1980), pionnier de l'aviation, puis directeur de l'aéroport de Munich-Riem
- Roland de Faber-Castell (de) (1905–1978), propriétaire de Faber-Castell
- Clémentine de Castell-Rüdenhausen (de) (1912–2008), fonctionnaire BDM au sein de la direction de la jeunesse du Reich du NSDAP et première chargée de l'œuvre BDM „Glaube und Schönheit“
- Siegfried de Castell-Rüdenhausen (de) (1916–2007), agriculteur et forestier, entrepreneur et fonctionnaire de la chasse ; citoyen d'honneur de Rüdenhausen
- Prosper de Castell-Castell (1922–1989), commandeur de la Coopérative bavaroise de l'Ordre de Saint-Jean
- Albert de Castell-Castell (de) (1925–2016), agriculteur et forestier, banquier ; engagé en politique et dans l'Église
- Bertram Castell (aussi: Bertram Graf zu Castell-Rüdenhausen; né en 1932), peintre, dessinateur et sculpteur austro-allemand
- Robert de Castell-Rüdenhausen (né en 1940), gouverneur et Doyen de l'Ordre de Saint-Jean[21]
- Hubert de Faber-Castell (de) (1934–2007), propriétaire de Faber-Castell & Bankhaus Sal. Oppenheim
- Antoine-Wolfgang de Faber-Castell (de) (1941–2016), propriétaire, puis président du conseil d'administration de Faber-Castell
- Floria-Françoise comtesse de Faber-Castell (né en 1974), depuis 2003 mariée avec Heinrich Donatus de Hesse, Chef de la Maison de Hesse
- Othon de Castell-Rüdenhausen (né le 31 mai 1985 à Wurtzbourg), copropriétaire de la Fürstlich Castell’sche Bank, Credit-Casse AG
- Ferdinand de Castell-Castell (né le 20 mai 1965 à Castell), copropriétaire de la Fürstlich Castell’sche Bank, Credit-Casse AG ainsi propriétaire de la Fürstlich Castell'sches Domänenamt (de)

## Distinction
Il ne faut pas confondre les comtes et princes francs de Castell avec :
- Barons et comtes Schenk von Castell (de), famille ministérielle de Constance et Saint-Gall, plus tard en Souabe
- Comtes de Kastl (de), famille médiévale du Haut-Palatinat